# Chris Morgan (Kraftsportler)
Chris Morgan (* 16. März 1973) ist ein britischer Gewichtheber.

## Leben
Morgan wuchs im Vereinigten Königreich auf. Er fokussierte sich auf eine sportliche berufliche Karriere im Gewichtheben.
Morgan outete sich als homosexuell.  Er unterstützt eine Reihe von Wohltätigkeitsorganisationen und Sportorganisationen. 2004 wurde er weltweiter Botschafter bei der Federation of Gay Games.

## Sportliche Karriere

### WDFPF / BDFPA
Morgan nahm von 1998 bis 2006 an der 75-kg-Open-Klasse teil. Er gewann die Silbermedaille beim Finale der World Drug-Free Powerlifting Federation in Atlanta im November 2004, die Goldmedaille im Dezember 2005 beim Finale in Turin und die Bronzemedaille im November 2006 beim Finale in Irland.
Nach einer krankheitsbedingten Unterbrechung des Wettbewerbs im Jahr 2007 kehrte Morgan in die 82,5-Kilo-Open-Klasse zurück, diesmal hauptsächlich in der Einzel-Event-Weltmeisterschaft im drogenfreien Powerlifting. Seitdem hat er Silber in Antwerpen 2008 (Squat) (Senior), Gold in Antwerpen 2008 (Kreuzheben) (Senior), Gold in Bradford 2009 (Kreuzheben), Bronze in Milton Keynes 2009 (Powerlifting) (Open) und Gold gewonnen in Moskau 2010 (Kreuzheben) (offen), Gold in Autun 2012 (Kreuzheben) (offen), Gold in Antwerpen 2013 (Kreuzheben), Gold in Antwerpen 2013 (Kreuzheben) (Masters 1), Silber in Düsseldorf 2014 (Masters) 1) und Bronze in Düsseldorf 2014 (Open) und Gold in Telford 2015 (Masters 1) gewonnen.
Während seiner Karriere hat er 18 britische Meisterschaften gewonnen. Die erste davon war im Jahr 2005, mit drei weiteren im Jahr 2008 und zwei im Jahr 2010, zwei im Jahr 2011, einer im Jahr 2012, zwei im Jahr 2013, drei im Jahr 2014, drei im Jahr 2015 und einer im Jahr 2016. Im Jahr 2010, 2011, 2012, 2013, 2014 und 2015 war er insgesamt Best Lifter bei den British Deadlift Championships.
Er ist dreimaliger Europameister und gewann Goldmedaillen in Estland 2011 (Kreuzheben) (Open) und in Lausanne 2012 (Kreuzheben) (Open). 2011 gewann er den International Best Lifter-Titel für Kreuzheben bei Einzel-Europameisterschaften in Voka, Estland.
Morgan hält derzeit mehrere britische und Weltrekorde im Kreuzheben innerhalb der International All Round Weightlifters Association, einer Kraftvereinigung für Athleten, die im drogenfreien Gewichtheben, Powerlifting und Strongman antreten.
Morgan qualifizierte sich 2009 als internationaler Schiedsrichter und hat bei den WDFPF-Weltmeisterschaften in Bradford 2009, Milton Keynes 2009, Moskau 2010 und Glasgow 2011 amtiert.

### Globales Powerlifting-Komitee / GPC-GB (TEAM GB)
Nach einer verletzungs- und krankheitsbedingten Unterbrechung des Sports kehrte Morgan 2016 mit dem Global Powerlifting Committee (GPC) zurück, indem er seinen Qualifikationsstandard für die Vertretung Großbritanniens bei den Weltmeisterschaften in Trutnov, Tschechische Republik 2017, erreichte.
Seit seinem Eintritt bei GPC hat er eine Goldmedaille in Masters 1 (Weltmeisterschaften, Trutnov Tschechische Republik 2017), eine Goldmedaille in Masters 2 (Europameisterschaften, Nancy France 2018), eine Goldmedaille in Masters 2 (Weltmeisterschaften, Eger, Ungarn, 2018) und Gold bei der European Championship 2018 in Nancy gewonnen. Im Juni 2017 qualifizierte er sich außerdem als Schiedsrichter der GPC International Category.

### Gay Games
Er  nahm an mehreren Gay Games teil. Er gewann Silber in Amsterdam 1998, Gold in Sydney 2002, vier Goldmedaillen in Chicago 2006 und Gold in Köln 2010. Er hält Gay Games-Rekorde in Kniebeugen, Kreuzheben und Gesamtgewicht in der 75-Kilo-Klasse und in der 82,5-Kilo-Klasse hält er Rekorde in Kniebeugen, Kreuzheben und Gesamtgewicht.

## Auszeichnungen und Preise (Auswahl)
- Goldmedaillen der Weltmeisterschaft: 10
- Goldmedaillen der Europameisterschaft: 4
- Gay Games Championship Goldmedaillen: 6
- Goldmedaillen der Britischen Meisterschaft: 18
- British Championship Best Lifter Awards: 6
- Internationale Best Lifter Awards: 1
- Weltrekorde: 3
- Britische Rekorde: 4
- 2015: Aufnahme in die National Gay of Lesbian Sports Hall of Fame[4]